# جامعة بيتسبرغ مدرسة الطب
جامعة بيتسبرغ مدرسة الطب (بالإنجليزية: University of Pittsburgh School of Medicine)‏ هي إحدى الكليات لتدريس الطب في الولايات المتحدة الأمريكية. تقع في مدينة بيتسبرغ في ولاية بنسيلفانيا الأمريكية. نوع الشهادة الطبية التي يتم تحصيلها هناك هي دكتور في الطب.